# Символы Европы
| Символ      | Символ | ЕС  | СоЕ |
| ----------- | ------ | --- | --- |
| Флаг        | Флаг   | Да  | Да  |
| Гимн        | Гимн   | Да  | Да  |
| Девиз       | Девиз  | Да  | Нет |
| День Европы | 9 мая  | Да  | Нет |
| День Европы | 5 мая  | Нет | Да  |
| Валюта      | Валюта | Да  | Нет |

На протяжении истории возник ряд символов Европы. В зависимости от символа, они могут применяться к Европе в целом или к Европейскому союзу (ЕС).
Наиболее известные символы были созданы Советом Европы (СЕ) в 1950-х и 1960-х годах, и, хотя эти символы должны были представлять Европу в целом, многие люди, после того как их утвердила данная организация, ошибочно соотносят их только с ЕС.
В дополнение к этой общеевропейской идентичности, ЕС в процессе своего расширения дополнительно создал свои собственные символы.

## Европа и бык

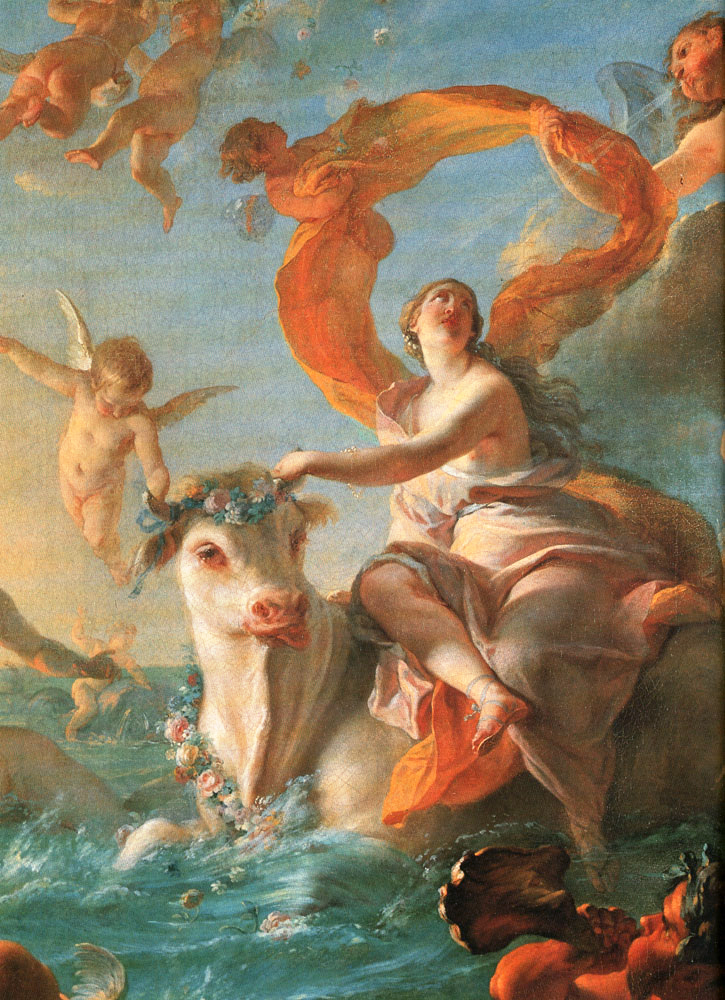
Похищение Европы Куапель Никола Ноэль, 1726 год

В древнегреческой мифологии Европа (греч. Ευρώπη) была финикийской царевной. Согласно легенде, Зевс был влюблён в Европу и решил соблазнить её. Он превратил себя в белого тельца и смешался со стадом её отца. Когда Европа и её служанки собирали цветы, она увидела быка и забралась к нему на спину. Зевс воспользовался моментом и побежал купаться, неся её на своей спине, после чего поплыл к побережью острова Крит. Там он открыл свою божественную сущность, и Европа стала первой царицей Крита. Зевс дал ей ожерелье, сделанное Гефестом, и три дополнительных подарка: охранника Талоса, пса Лелапа и дротик, который всегда попадал в цель. Зевс позже воссоздал форму белого быка в созвездии, которое в настоящее время известно как созвездие Тельца.
История её похищения позднее стала восприниматься как этиологический миф, который объясняет происхождение названия «Европа», поскольку континент Европа стал носить её имя.
Имя Европы как широкий географический термин было введено древнегреческими географами, начиная с Гекатея и Геродота, и далее до Страбона, и происходит от греческого слова Европа (Ευρώπη). В латинском и романских языках все производные от него, а также в кельтских, германских, славянских, балтийских, и финно-угорских языках.
В восьмом столетии её имя использовалось при Карле Великом во Франкском государстве.
Сюжет «Европа, сидящая на быке» был частым мотивом в европейском искусстве с греко-римских времён. Сегодня статуя Европы и быка украшает некоторые из учреждений Европейского союза, а также греческие монеты € 2. Название «Европа» появилось на почтовых марках, посвящённых Совету Европы, которые впервые были опубликованы в 1956 году. Кроме того, купол Европейского парламента содержит большие мозаики с изображением похищения Европы с другими элементами Греческой мифологии. Европа также выступает в качестве национальной персонификации для Европы.

## Флаг
Флаг Европы состоит из круга в виде двенадцати жёлто-золотых звёзд на синем фоне. Он чаще всего ассоциируется с Европейским союзом (ЕС), бывшие Европейские сообщества, которые приняли флаг в 1980-х годах. Тем не менее, он впервые был принят Советом Европы (СоЕ) в 1955 году.

## Гимн

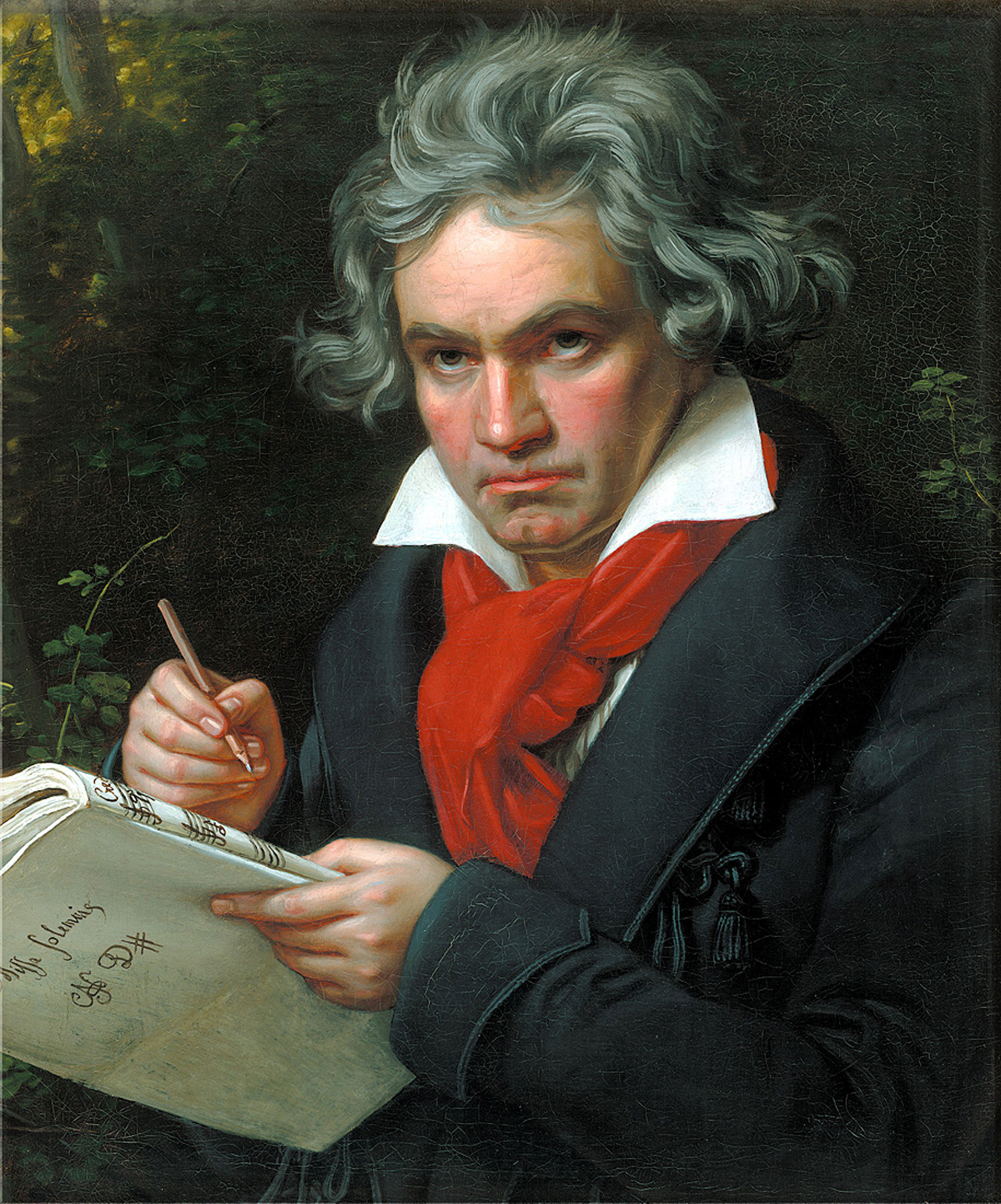
Бетховен написал «Оду к радости» в 1793 году

Европейский гимн основан на прелюдии к «Оде к радости», 4 части симфонии № 9 Людвига ван Бетховена. Из-за большого количества языков в Европе используется инструментальная версия только с оригинальным немецким текстом Фридриха Шиллера, не имеющим официального статуса. Новая версия гимна была опубликована 19 января 1972 года Советом Европы после аранжировки, произведённой Гербертом фон Караяном. Записи гимна начали распространяться с помощью масштабной информационной кампании в День Европы, 5 мая 1972 года.
Он был утверждён лидерами Европейского сообщества в 1985 году. Он не заменяет национальные гимны, а нацелен на то, чтобы празднично выразить их общие ценности. Его исполняют на официальных мероприятиях со стороны Совета Европы и Европейского союза.
В дополнение к «Оде к радости», есть десятки других классических произведений, отражающих европоцентризм. Европейский вещательный союз использует в качестве своего гимна прелюдию Te Deum Марка Антуана Шарпантье. Он исполняется до и после каждого конкурса песни «Евровидение». Гимн Лиги чемпионов УЕФА утверждённый в 1992 году, проигрывается перед каждой игрой Лиги чемпионов УЕФА. Это сочинение Георга Фридриха Генделя «Садок-Священник» из «Коронационных гимнов».

## День Европы

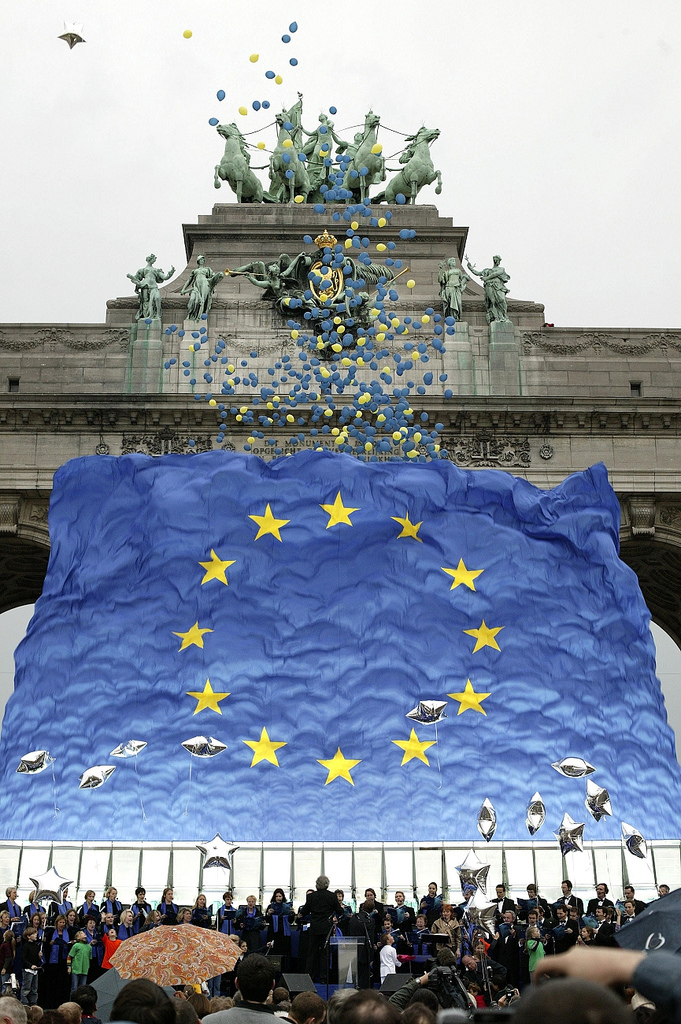
Празднование Дня Европы в 2006 году в Берлине

«День Европы» представляет собой общеевропейский ежегодный праздник, проходящий 5 или 9 мая из-за разногласий между СоЕ и ЕС. 9 мая 1950 года — дата провозглашения «Декларации Шумана» с предложением объединить угольную и сталелитейную промышленность Франции и Западной Германии. Этот день считается одним из моментов основания современного ЕС, и был утверждён днём флага в 1985 году на саммите Европейского совета в Милане. Совет Европы был создан 5 мая 1949 года и, следовательно, отмечает годовщину в этот день. Такая дата была утверждена в 1964 году, несмотря на предпочтение многих отмечать День Европы 9 мая, так как СоЕ играет важную роль в защите прав человека, парламентской демократии и верховенства закона, в то время Декларация Шумана заключалась лишь в предложении объединение французский и немецкий уголь и сталь. Кроме того, 9 мая совпадает с Днем Победы, завершившим Вторую мировую войну и отмечаемым на территории бывшего Советского Союза (это же событие отмечается в Западной Европе 8 мая).

## Европейский союз
Символы Совета являются также символами Европейского союза (за исключением незначительных различий в дате Дня Европы, см. выше). Ниже приводятся символы, созданные в ЕС, но, в отличие от вышесказанного, не связанные с Советом Европы.

### Девиз
После неофициального процесса обсуждения девизом Европейского союза в 2000 году была принята формула Единство в многообразии. Он был выбран из элементов, предложенных школьниками, представленных на сайте www.devise-Europe.org, а затем утверждён председателем Европейского Парламента Николь Фонтен. Девиз содержался в английской версии провалившейся европейской конституции, и теперь появляется на официальных сайтах ЕС.
Девиз переведен на все 23 официальных языка, а также на латинский:
| - Болгарский: Единни в многообразието - Чешский: Jednota v rozmanitosti - Датский: Forenet i mangfoldighed - Нидерландский: Eenheid in verscheidenheid - Английский: United in diversity - Эстонский: Ühinenud mitmekesisuses - Финский: Moninaisuudessaan yhtenäinen - Французский: Unie dans la diversité - Немецкий: In Vielfalt geeint | - Греческий: Ενότητα στην πολυµορφία - Венгерский: Egység a sokféleségben - Ирландский: Aontaithe san éagsúlacht - Итальянский: Uniti nella diversità - Латинский: In varietate concordia - Латышский: Vienotība dažādībā - Литовский: Vienybė įvairiškume - Люксембургский: A Villfalt gëeent | - Мальтийский: Magħqudin fit-tibjin - Польский: Jedność w różnorodności - Португальский: Unidos na diversidade - Румынский: Unitate în diversitate - Словацкий: Jednota v rozmanitosti - Словенский: Združeni v raznolikosti - Испанский: Unidos en la diversidad - Шведский: Förenade i mångfalden |

### Евро и его знак

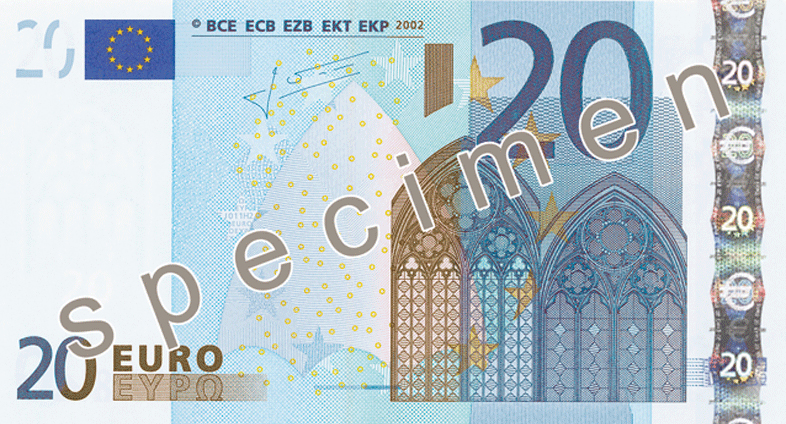
Знак евро стал одним из наиболее ощутимых символов европейской интеграции

Евро не входил в число символов, созданных Советом Европы, и применяется только к ЕС, став символом, заменившим 12 национальных валют в 2002 году. В настоящее время применяется в большинстве государств-членов ЕС и (вместе с самой валютой) стал одним из наиболее ощутимых символов европейского единства для граждан Европейского союза.

### Знак председательства
Начиная с 1990-х годов, каждая председательствующая в ЕС страна имеет свой собственный знак, который действует на протяжении всего шестимесячного периода председательства.

## Прочие организации

Флаг Европейского объединения угля и стали

Другие общеевропейские организации ещё не приняли те же символы, что и Совет Европы или Европейский союз, или символы, производные от них. Флаг Европейского объединения угля и стали (первого из трёх европейских сообществ) был разработан примерно в то же время, что и флаг Европы, и состоит из звёзд и синего цвета, но использует другой механизм расположения.
Флаг Западноевропейского союза (Европейской оборонной организации) произведён от Флага Европы, причём адаптирован для собственного использования. Центральная комиссия судоходства по Рейну также использует синий цвет и круг звёзд, хотя и с другой символикой.